# 末岡泰義
末岡 泰義（すえおか やすよし、1948年（昭和23年）5月16日 - ）は、日本の政治家。前・山口県光市長で、山口県市長会会長、日本の森･滝・渚全国協議会会長、全国自治体病院開設者協議会副会長などを歴任した。

## 概要
- 山口県立光高等学校卒業
- 光市職員。秘書係長（松岡満寿男市長、水木英夫市長）、商工観光課ソフトパーク担当課長などを経る
- 光市を退職、衆議院議員松岡満寿男（当時日本新党）秘書となる。
- 1994年、光市長選挙で初当選。前助役樋岡稔、周南日報社長水間重富を破る。
- 1998年、光市長選挙に無投票で再選。
- 2002年、光市長選挙で3選。三井ヘルプ副社長渡辺博敏を破る。
- 2004年、大和町との合併に伴う新･光市長選挙で無投票当選。通算当選4回。
- 2008年、引退。

## 光市長時代の役職
- 光市長
- 光地区消防組合 管理者
- 光地域広域水道企業団 企業長
- 周南東部環境施設組合 組合長
- 山口県ソフトウェアセンター 代表取締役
- 職業訓練法人周南コンピュータ・カレッジ 理事長
- 牛島海運 代表取締役
- 山口県市長会 会長
- 山口県自治体病院開設者協議会 会長
- 日本の森･滝･渚全国協議会 会長
- 全国自治体病院開設者協議会 副会長

## 現在
- 光の文化を高める会 会長
- あさみちゆき応援団 団長